# Jaguar F-Type
El Jaguar F-Type es un automóvil deportivo biplaza que el fabricante inglés Jaguar Land Rover, comenzó a comercializar en el segundo trimestre de 2013. Tiene motor delantero montado longitudinalmente de tracción trasera, chasis de aluminio y carrocería coupé o roadster con techo de lona de accionamiento eléctrico.
El modelo complementa al Jaguar XK, que es un deportivo de Gran Turismo y del cual se basa su plataforma JLR D6a en una versión más corta, que se fabrica en Birmingham, Reino Unido.

## Concepto XJ41 y XJ42

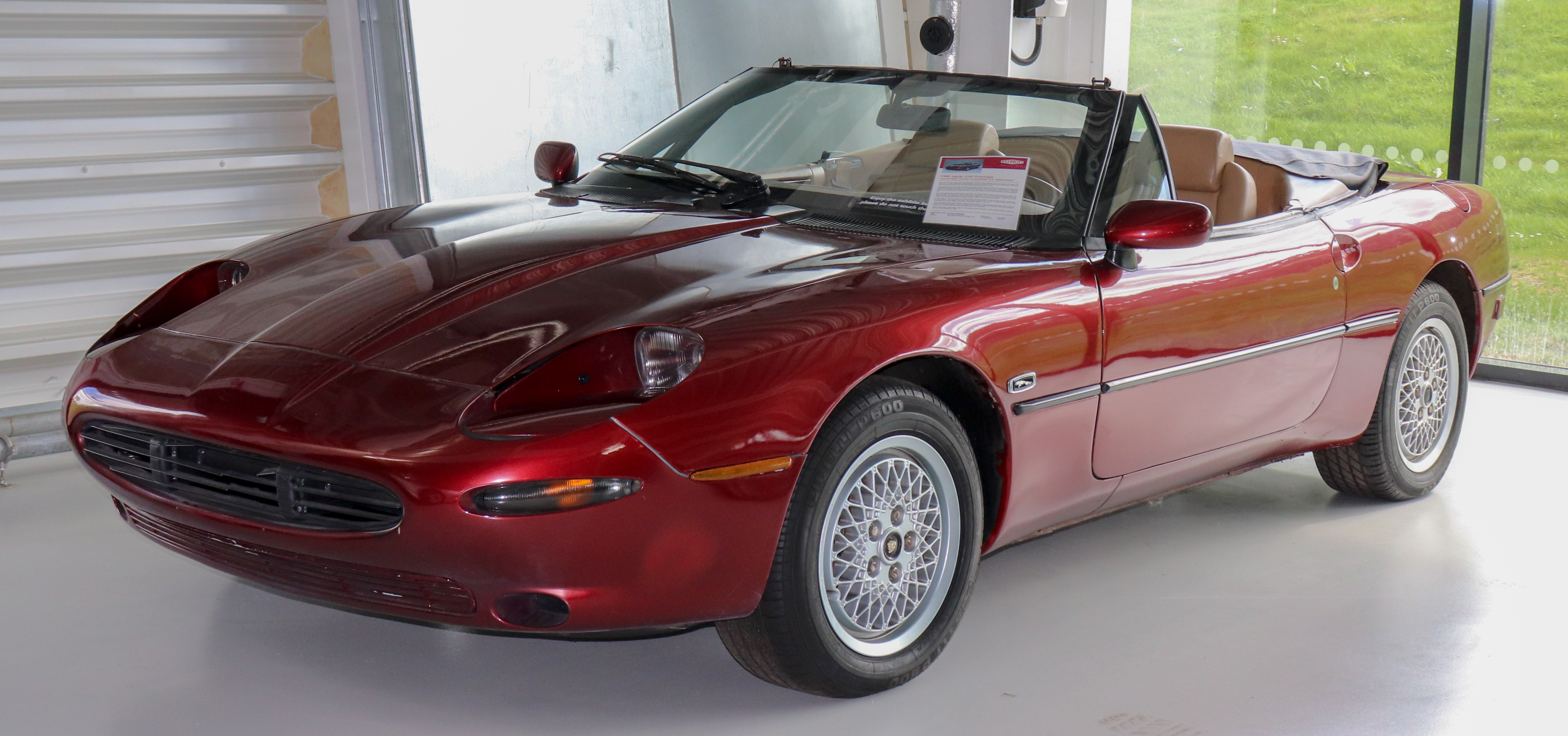
Concepto XJ42 en el Museo del Motor de Gaydon.

En la década de 1980 no llegó al mercado como Jaguar, sino como Aston Martin.
El Jaguar XJS necesitaba una renovación, por lo que Jaguar se puso manos a la obra y comenzó con el proyecto XJ41, un nuevo coupé deportivo, tomando como referencia al mítico Jaguar E-Type. Así comenzó una especie de resurrección del E-Type, que también tendría su versión descapotable con el prototipo XJ42.
El desarrollo inicial del Jaguar XJ41 pasaba por lanzar al mercado un coupé de altas prestaciones, una dinámica envidiable y una gran silueta, incluyendo el XJ42 con carrocería descapotable y una opción con techo targa desmontable. Jaguar consiguió su objetivo, pero a lo largo de su desarrollo decidió irlo evolucionando hasta dejar la idea inicial.
A finales de los años 80, Ford Motor Company tomó el control de Jaguar y revisó todos los proyectos pendientes para darles luz verde o cancelarlos, por lo que decidieron desestimarlo. Ford seguía adquiriendo más fabricantes de lujo británicos, incluyendo Aston Martin, con lo que el proyecto XJ41 finalmente se convirtió en el Aston Martin DB7, que no era más que la versión de producción del prototipo de Jaguar.

## Concepto de 2000

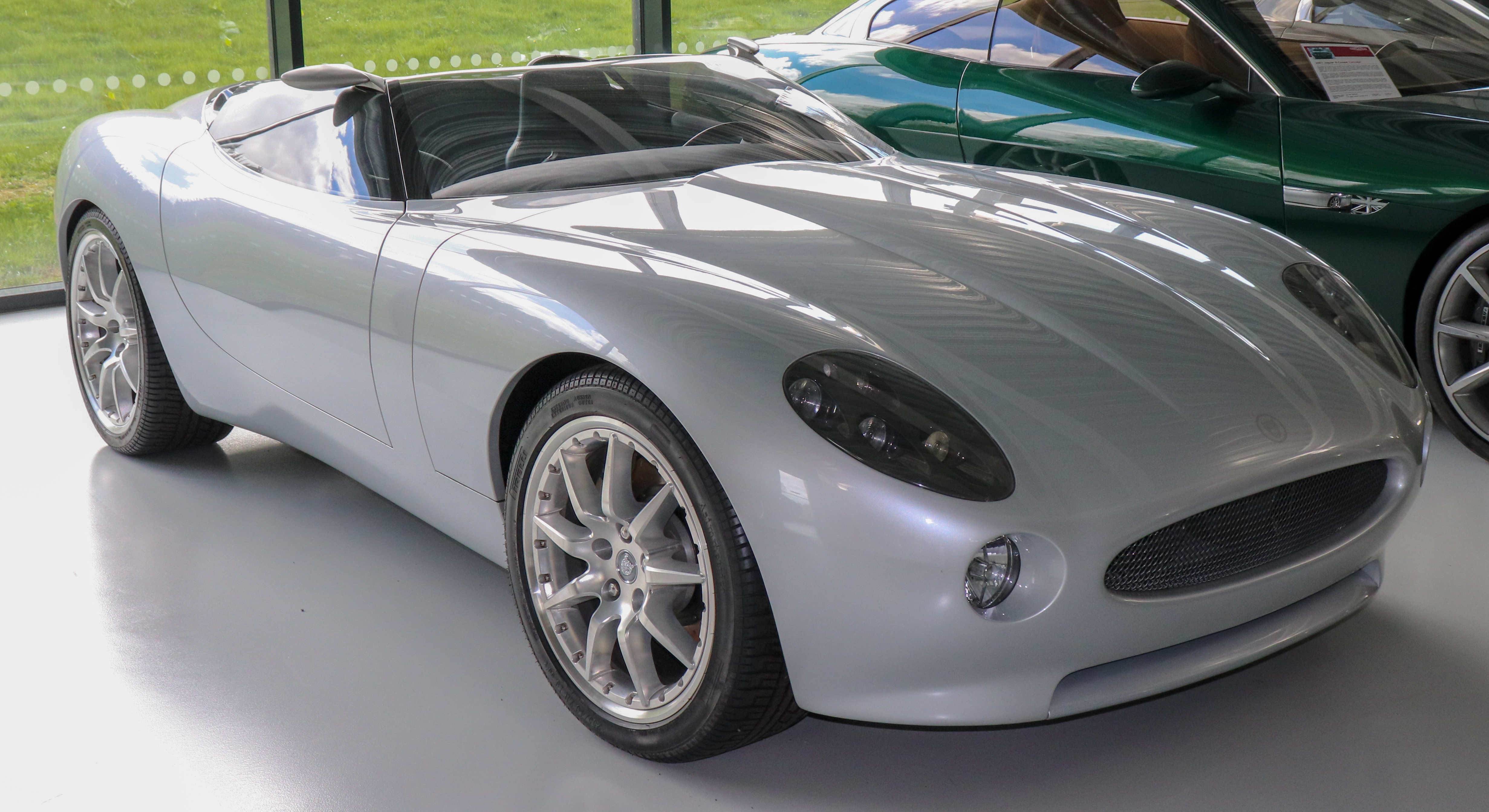
Concepto de 2000 en el Museo del Motor de Gaydon.

Presentado en el año 2000 en el Salón del Automóvil de Detroit, el F-Type Concept buscaba iniciar una nueva era en la marca o, al menos, futuros lanzamientos que garantizaran mayor emoción. 
Por aquel entonces, la firma vivía un periodo de cambios bajo el control de Ford, llamada a rejuvenecer su imagen con acciones de todo tipo.
La idea de crear este coche no nació de la noche a la mañana, de hecho, el primer acercamiento al roadster conceptualizado por la marca se produjo en el Salón del Automóvil de París de 1998, con el XK180 Concept. La finalidad siempre era la misma: recuperar el espíritu de los XK120 y E-Type clásicos.
El responsable de darle forma fue el equipo de Geoff Lawson, creador del XJ220, que tuvo libertad total para desarrollar el proyecto. De hecho, el modelo que se presentó en Detroit no era funcional y Lawson no llegó a verlo debutar, ya que murió en 1999, siendo sustituido por Ian Callum.
El F-Type Concept miraba hacia la producción, ya que era compatible con el motor V6 que equipaban en la época los S-Type y X-Type, al tiempo que podía asociarse a los esquemas de tracción trasera o total.
El proyecto no tuvo continuidad y tuvieron que esperar hasta 2012 cuando se produjo la presentación del F-Type de producción, un modelo al que los responsables de la marca calificaron como "el primer deportivo puro de Jaguar en décadas".

## Concepto C-X16

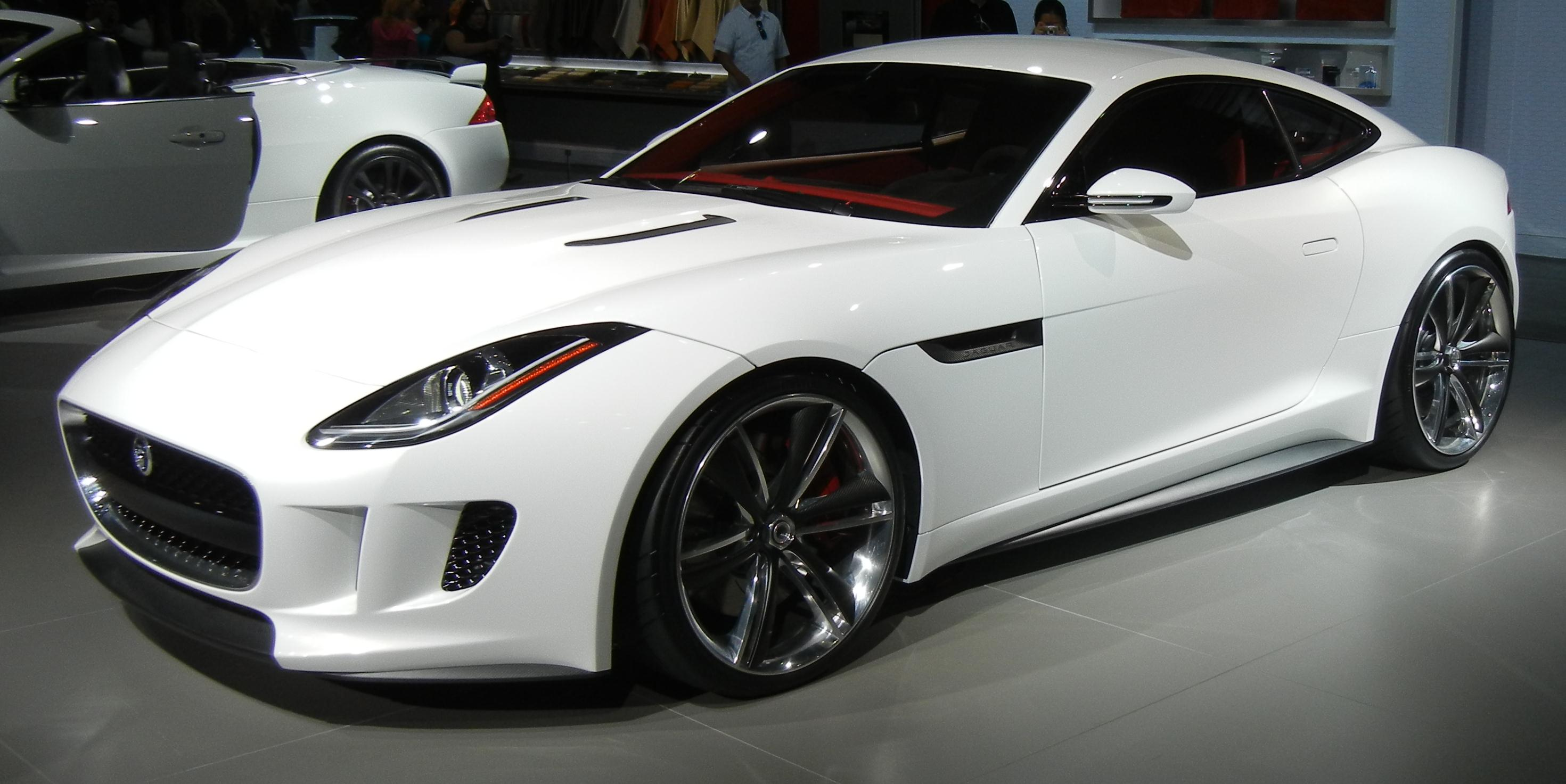
Jaguar C-X16.

Se anticipó como prototipo en el Salón del Automóvil de Fráncfort de 2011 con la denominación C-X16, equipado con un sistema de propulsión híbrido eléctrico.
Se distingue por incorporar innovación y un enfoque dirigido en la eficiencia de la ingeniería de la marca. El chasis de aluminio es sumamente más ligero que uno de acero, mientras que el propulsor es híbrido y le permite alcanzar los 100 km/h (62 mph) en solamente 4,4 segundos, al mismo tiempo que ofrece un rendimiento combinado de combustible de 41 mpgAm (5,7 L/100 km; 17,4 km/L).
Tiene una distribución de peso de 50% para la parte delantera y otro 50% en la trasera; el motor es un V6 sobrealimentado de 2995 cm³ (3 L; 182,8 plg³) con una potencia máxima de 380 CV (375 HP; 279 kW), al cual se suma un motor eléctrico que agrega poco menos de 100 CV (99 HP; 74 kW) adicionales. La tracción llega a las cuatro ruedas mediante una transmisión de ocho velocidades.

“El auto ha causado una reacción extraordinaria desde su aparición en Frankfurt y estamos orgullosos de que los lectores de la revista What car? compartan dicho entusiasmo; aprovecho para agradecer a Ian Callum e ingenieros que hicieron posible la creación de un auto tan deportivo, inspirador y hermoso...”
dijo: Adrian Hallmark, Director global de la marca.

## Presentación

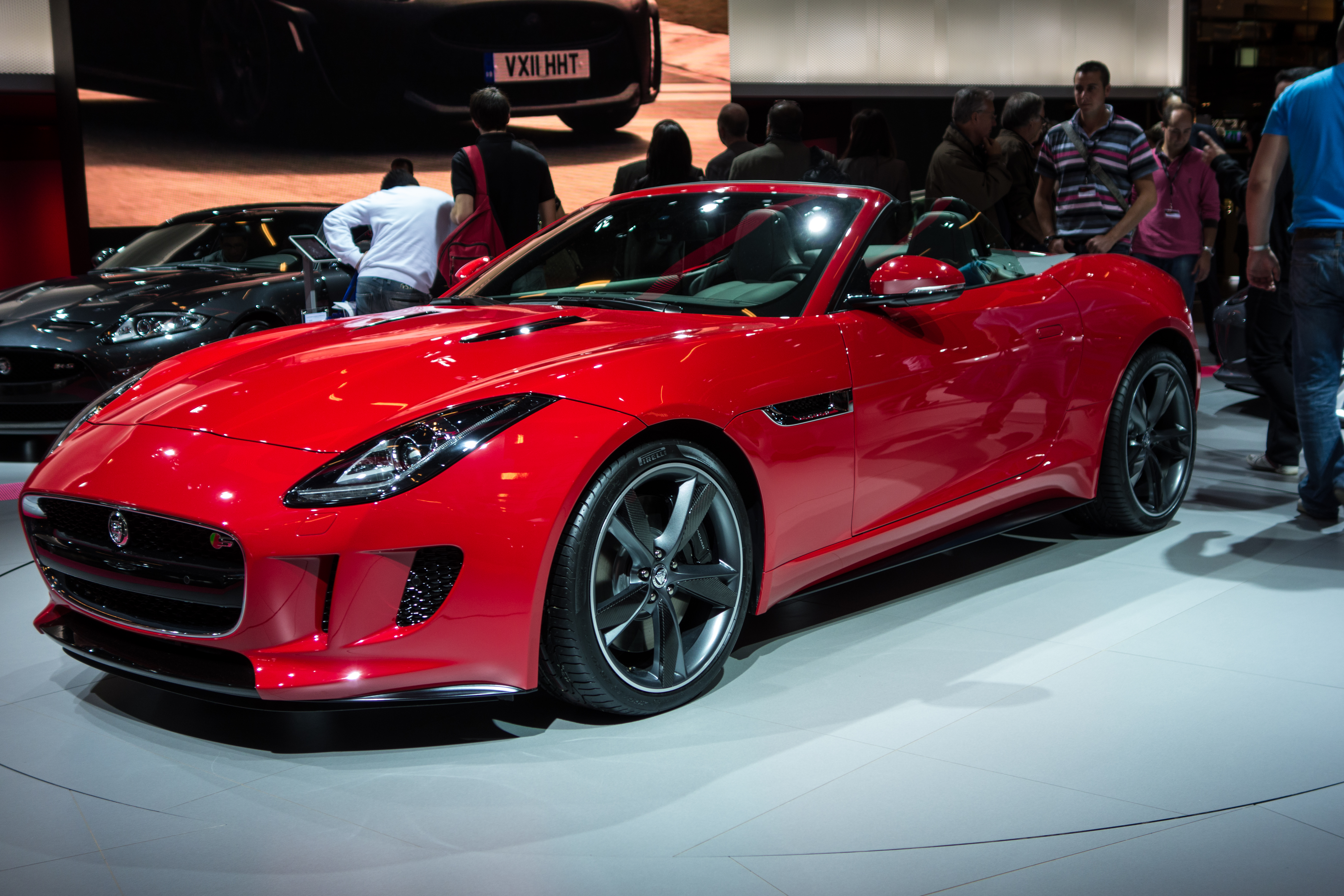
En el Salón del Automóvil de París de 2012

La primera versión descapotable fue develada en el Festival de Cine de Sundance en Londres, el primer deportivo biplaza desde el icónico E-Type lanzado 50 años antes.
Después siguieron el Salón del Automóvil de París 2012 y el Festival de la Velocidad de Goodwood de 2013, donde se presentó el F-Type de producción con cambios estéticos mínimos con respecto al C-X16. Una única versión descapotable estuvo en acción, donde también se permitía a los visitantes examinar el nuevo chasis con estructura de aluminio de una alta tecnología de bajo peso.

## Variantes de producción

### Descapotable de 2013

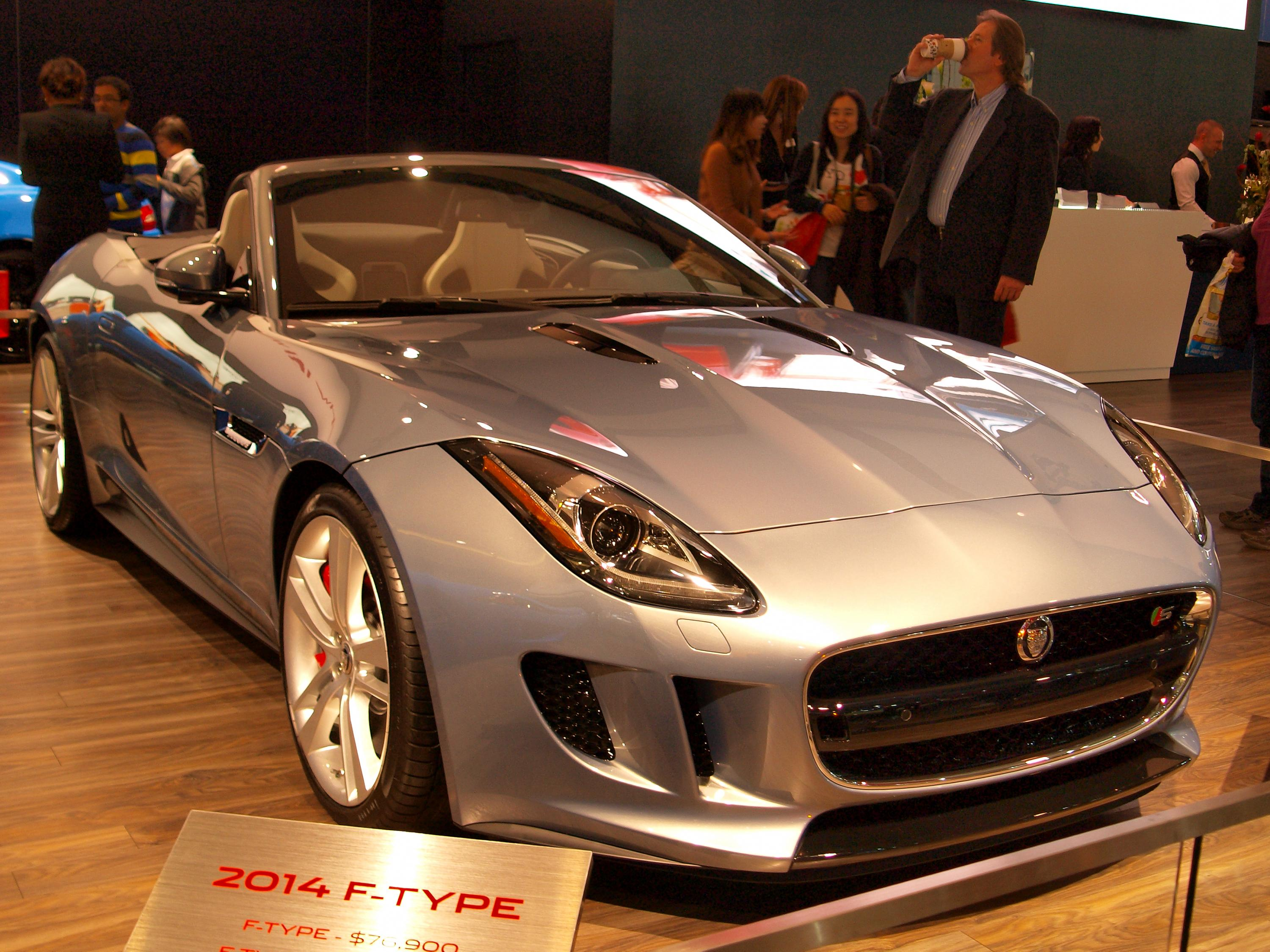
Descapotable 2013-2014 en el Salón del automóvil de Toronto.

Se convirtió en el deportivo más pequeño de Jaguar, el de acceso a la gama. La propia marca indicaba que este biplaza descapotable suponía "el regreso de la compañía a sus raíces". Recuerda ligeramente al diseño del Ferrari California.
Toda su estructura se ha realizado en aluminio, como su carrocería y las suspensiones, para repartir mejor reparto de pesos. Según Jaguar, el chasis del F-Type es un 30% más rígido que cualquier otro chasis de la firma hasta entonces. Además, la marca asegura haber pensado mucho en las sensaciones de conducción.
Dos motores más potentes cuentan con un sistema que haría más enérgica la llegada del sonido del motor cuando se superen de las 3000 rpm. Monta además una transmisión automática de 8 relaciones que prometen ser bastante cortas y el F-Type S cuenta con un "launch mode" para mejorar la aceleración desde parado. Los modelos V6 montan autoblocante mecánico y el V8 uno electrónico, además de un alerón trasero móvil en la parte trasera.
En su interior, el habitáculo se orienta al conductor y a eso ayuda la barra situada en la consola central, inspirada en las cabinas de los aviones de combate, como las salidas de aire o la palanca de cambios.
Desde su lanzamiento comercial se ofrecía en tres versiones diferentes: F-Type V6, F-Type S con la potencia incrementada y F-Type V8 S.

### Coupé 2014

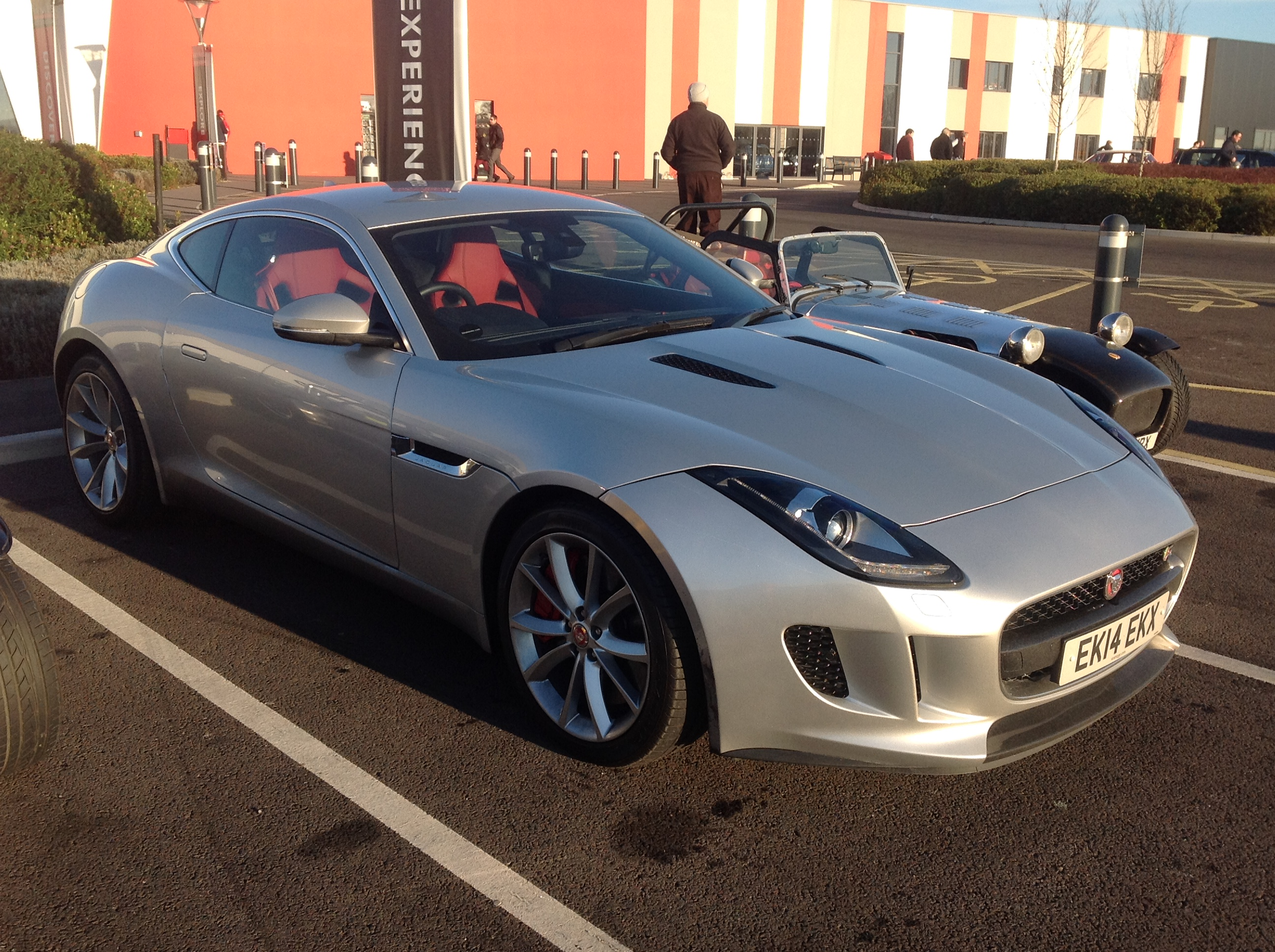
Coupe S de 2014 en el Museo Internacional del Motor de Haynes.

Después del modelo descapotable, la firma británica lanza al mercado la versión Coupé del F-Type, un deportivo definitivo que combina con un gran rendimiento en cada una de sus tres versiones. Con este nuevo modelo, Jaguar ha construido el modelo más eficaz, dinámico y dotado de mayores prestaciones de su brillante historia.
Destaca la posición de un habitáculo desplazado hacia la parte trasera, combinado con formas poderosas del cofre y la zaga. Además, cuenta con un perfil suave en su techo y una trasera ancha que transmite poder máximo en la carretera. Los asientos disponen de todas las regulaciones imaginables, permitiendo a sus ocupantes alcanzar la postura deseada.
El interior presenta una calidad excelsa en todos los materiales empleados, donde el conductor está ubicado de forma óptima para dominar el volante, pedales y resto de elementos, incluyendo la visión de una pantalla táctil de grandes dimensiones en la parte alta de la consola central y que permite controlar de forma unificada múltiples funciones, a la vez que acceder a una completa información sobre el vehículo. La cajuela ofrece un volumen útil de 407 L (14,4 pies cúbicos). El portón puede incorporar en opción un sistema de apertura eléctrica.
Esta versión coupé ofrece, frente al modelo descapotable, una mayor rigidez estructural, siendo el Jaguar más resistente a la torsión y se convierte en el automóvil de la firma más deportivo de su historia. Está fabricado íntegramente en aluminio, empleando la mejor capacidad tecnológica, combinando máxima ligereza y resistencia.

### SVR 2016

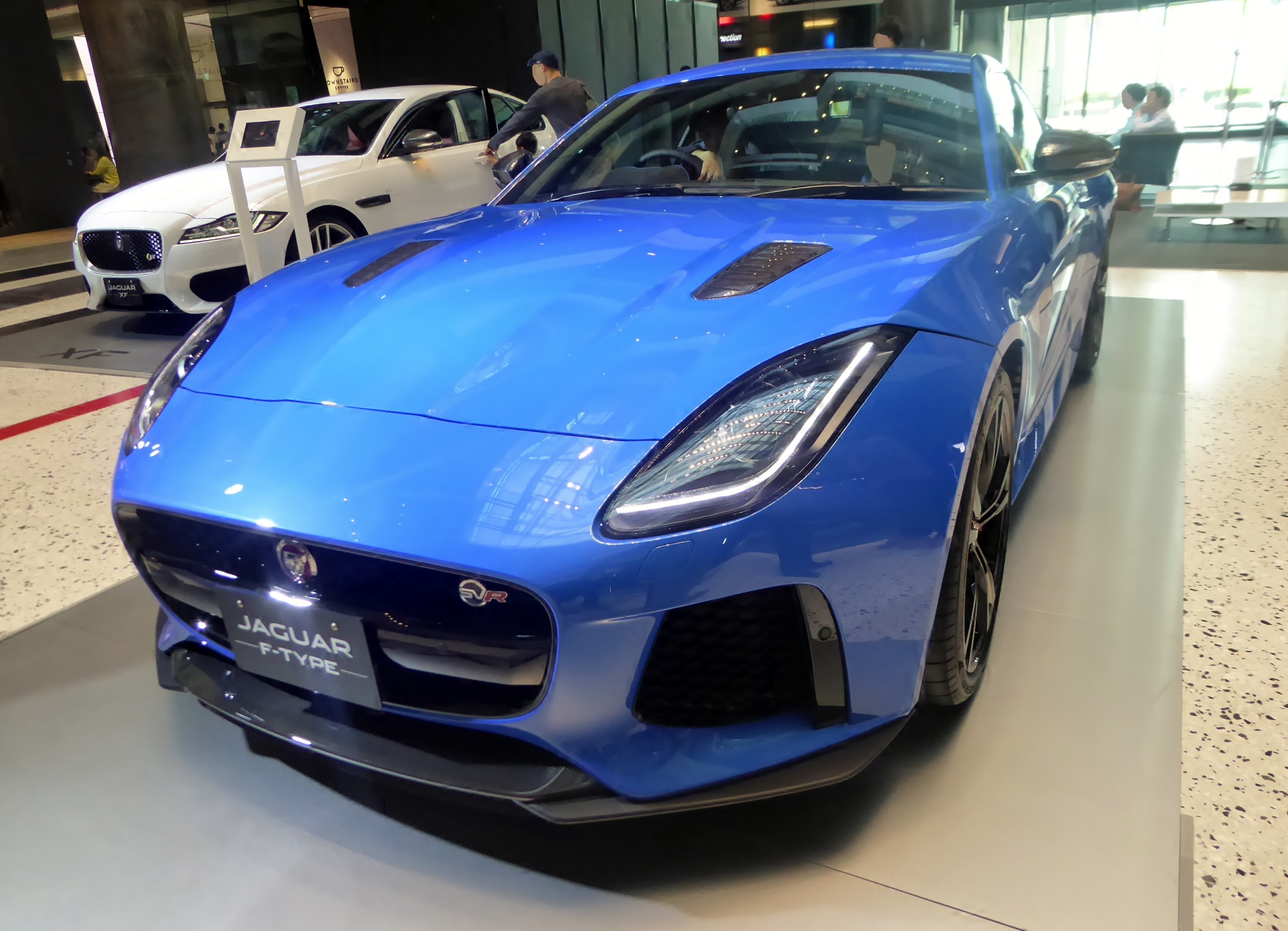
SVR Coupé en Japón.

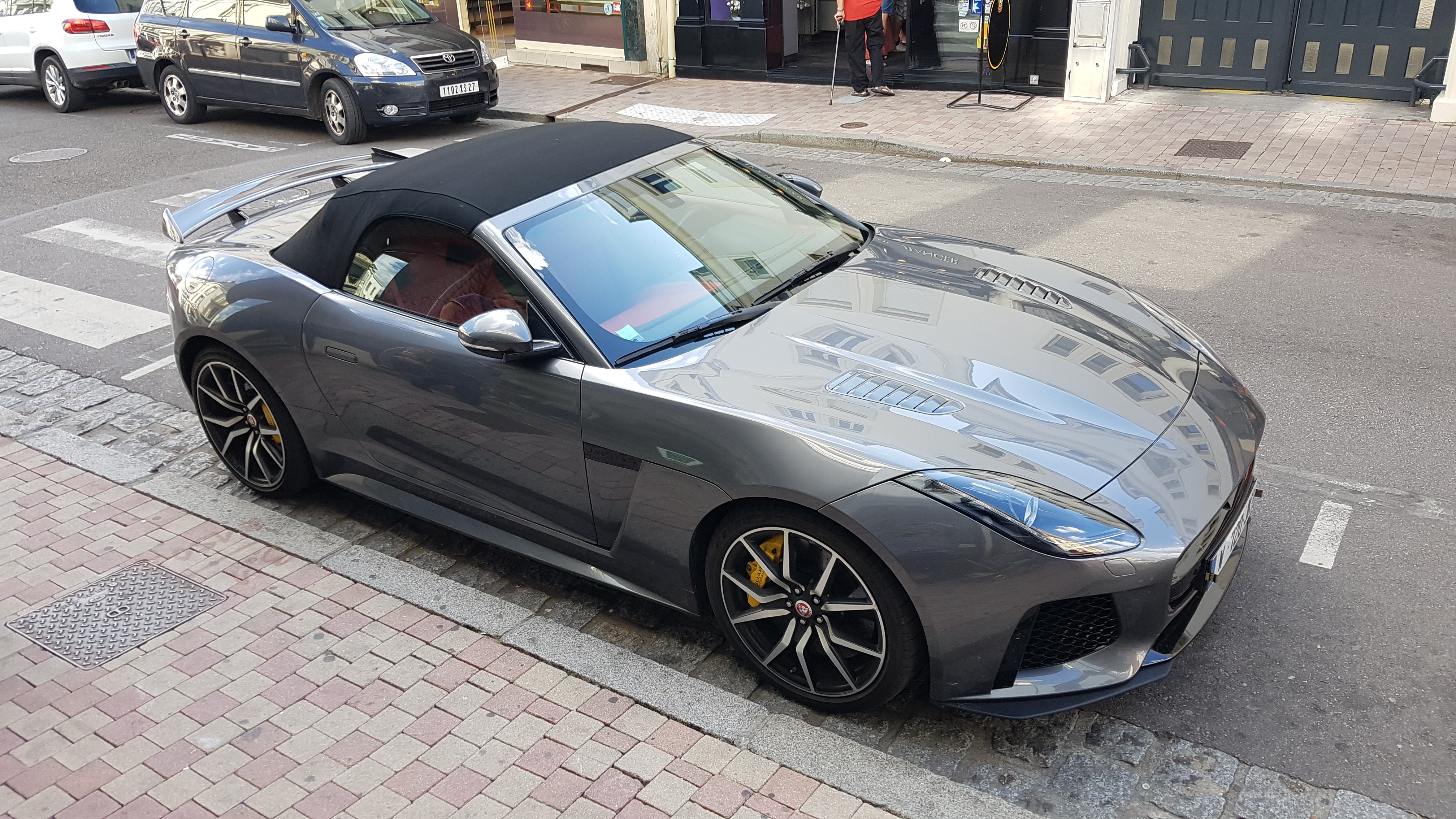
SVR descapotable en Francia en 2019.

Cuenta con un motor V8 de 5 litros sobrealimentado por compresor volumétrico tipo Roots, con una potencia de 575 CV (567 HP; 423 kW) y un par máximo de 700 N·m (516 lb·pie). Estaría disponible en versión coupé y cabrio y se presentó oficialmente en el Salón del Automóvil de Ginebra de 2016.
Llama la atención su alerón trasero y su enorme difusor, así como la baja distancia al suelo de la carrocería y los potentes frenos de carbono. Alcanza una velocidad punta de más de 320 km/h (199 mph) y acelera de 0 a 100 km/h (62 mph) en 3,5 segundos. El motor está acoplado a una transmisión automática de ocho velocidades, calza unos neumáticos 265/35 en el eje delantero y 305/30 en el trasero, con unos rines de 20 pulgadas (50,8 cm) y un sistema de escape adoptado de la Fórmula 1. Dotado de tracción en las cuatro ruedas, pesa 25 kg (55 libras) más que el modelo sobre el que está basado.
Se esperaba que tuviera unas notables capacidades, tanto en manejo como en potencia, siendo resultado del trabajo del Special Vehicles Operations (SVO) de Jaguar Land Rover, quienes modificaron tanto el chasis como el motor de la nueva variante.
John Edwards, director gerente de SVO, subrayó el hecho que el nuevo F-Type SVR es el primer modelo Jaguar desarrollado por SVO añadiendo que se trata de un “superauto para todos los climas,” lo que despertó una serie de rumores que la nueva variante del F-Type contaría con tracción integral.

### Actualización de 2020

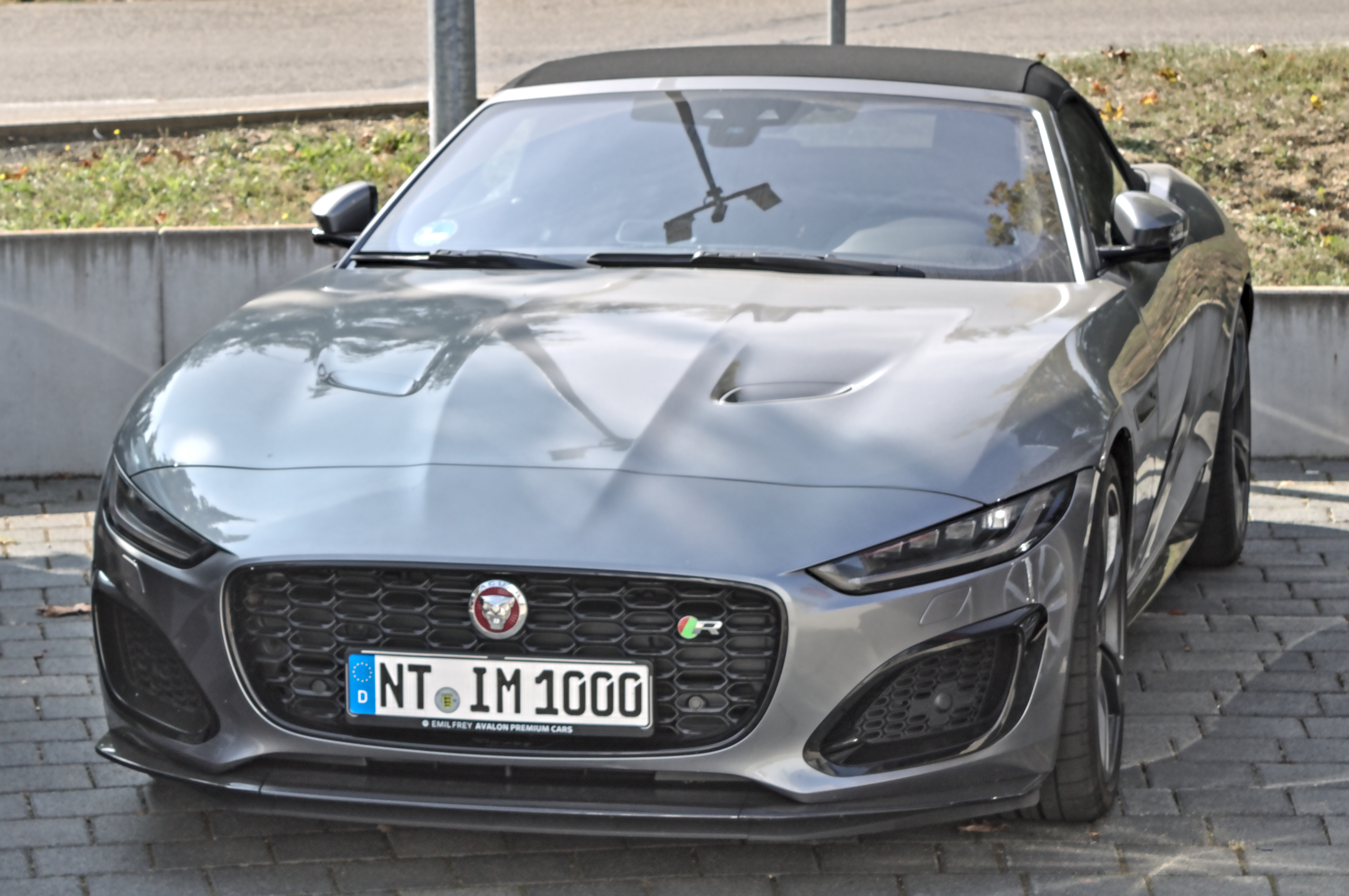
Descapotable de 2020.

El modelo 2020 no es una nueva generación, pero sí un profundo "facelift" que tiene como protagonista un frontal totalmente rediseñado. También tiene una parrilla ligeramente más grande, frontal más agresivo, un cofre nuevo y faros mucho más delgados. En la trasera, lo más relevante son las nuevas calaveras con firma "Chicane".
En el interior, su diseño y botones se mantienen del modelo anterior; lo más importante es la mejora en materia de tecnología. Estrena el sistema de info entretenimiento de última generación, con pantalla de 12,3 pulgadas (31,2 cm) y compatibilidad tanto con Android Auto, como con Apple CarPlay. Tiene un alta capacidad de personalización, donde el propietario podrá elegir entre un amplio abanico de acabados, entre los que sobresalen materiales como piel Windsor y decoraciones en Noble Chrome.
Es la segunda puesta al día, que llega para sustituir al modelo que se vendía desde 2017. Las mejoras y cambios se concentran en el aspecto exterior y en la gama mecánica.
Los cambios de diseño exterior se concentran en la parte delantera, donde estrena unos faros más alargados, similares a los que la marca equipa en el XE o el XF. En su parte baja, tienen una base de LED en forma de J invertida y unen la parrilla del radiador, que también es nueva y que puede contar con diferentes acabados que inciden en la deportividad o elegancia.
En la parte trasera hay una zaga que también presume de nuevos grupos ópticos, con la luz diurna más estrecha. Y se ofrecen diferentes salidas de escape en función del motor elegido, desde uno cuadrado en posición central para los más básicos hasta los cuatro escapes para la versión más radical.
Se suman también nuevos colores a la gama cromática, hasta un total de 16, así como nuevos diseños de rines de aleación y unas manijas de las puertas que quedan enrasadas en la carrocería cuando no se usan, un detalle que estrenó el Range Rover Velar en el grupo.

## Ediciones limitadas

### 400 Sport
Es una nueva versión denominada F-Type 400 Sport en forma de edición especial y llevando al motor V6 sobrealimentado de 2995 cm³ (3 L; 182,8 plg³) hasta los 400 CV (395 HP; 294 kW) de potencia máxima. Se trata de una configuración inédita en el fabricante, pero que busca ofrecer a sus clientes un toque de exclusividad y distinción por tiempo limitado.
Podrá adquirirse tanto en versión coupé como descapotable, encontrando también la posibilidad de escoger tracción trasera o total. En materia de transmisión la única posibilidad será una automática por convertidor de par de 8 relaciones fabricada por ZF y que la marca denomina "Quickshift".
Estéticamente, introducen las mejoras estéticas estrenadas en toda la gama 2018, como es el nuevo paragolpes frontal con nuevas tomas de aire y ópticas Full-LED, añadiendo elementos específicos como la serigrafía "400 Sport" en las pinzas de freno, el labio inferior del paragolpes o en el paragolpes trasero. Solamente estará disponible en tres colores: Indus Silver, Santorini Black y Yulong White metallic.
El equipamiento incluye la instalación del sistema de frenos Super Performance, los rines de 20 pulgadas (50,8 cm) en acabado Dark Satin Grey y los asientos deportivos de nuevo diseño fabricados en magnesio para reducir el peso hasta 8 kg (18 lb) menos y ofrecer un mayor agarre y confort.

### Project 7

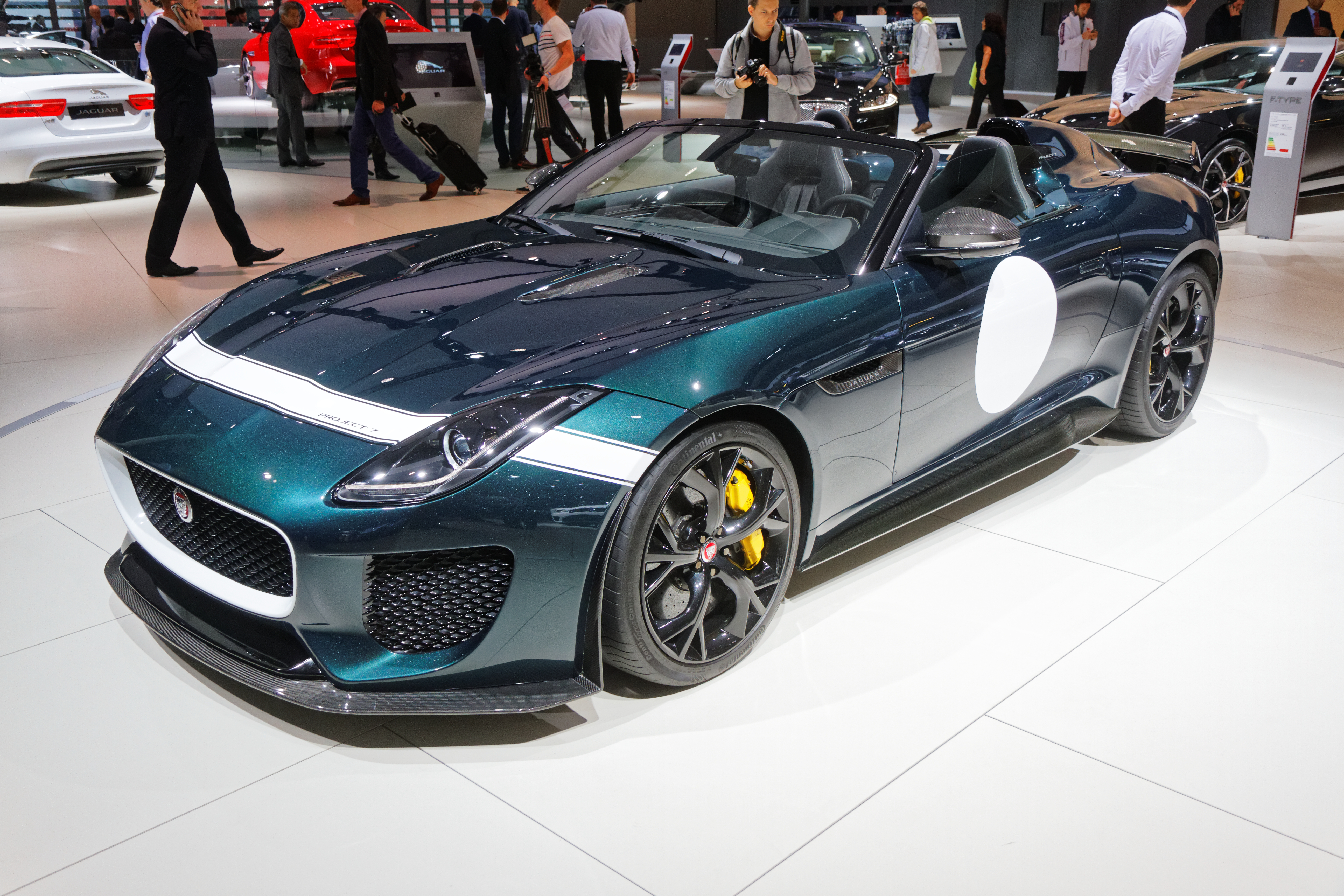
Project 7 en el Salón del Automóvil de París 2014.

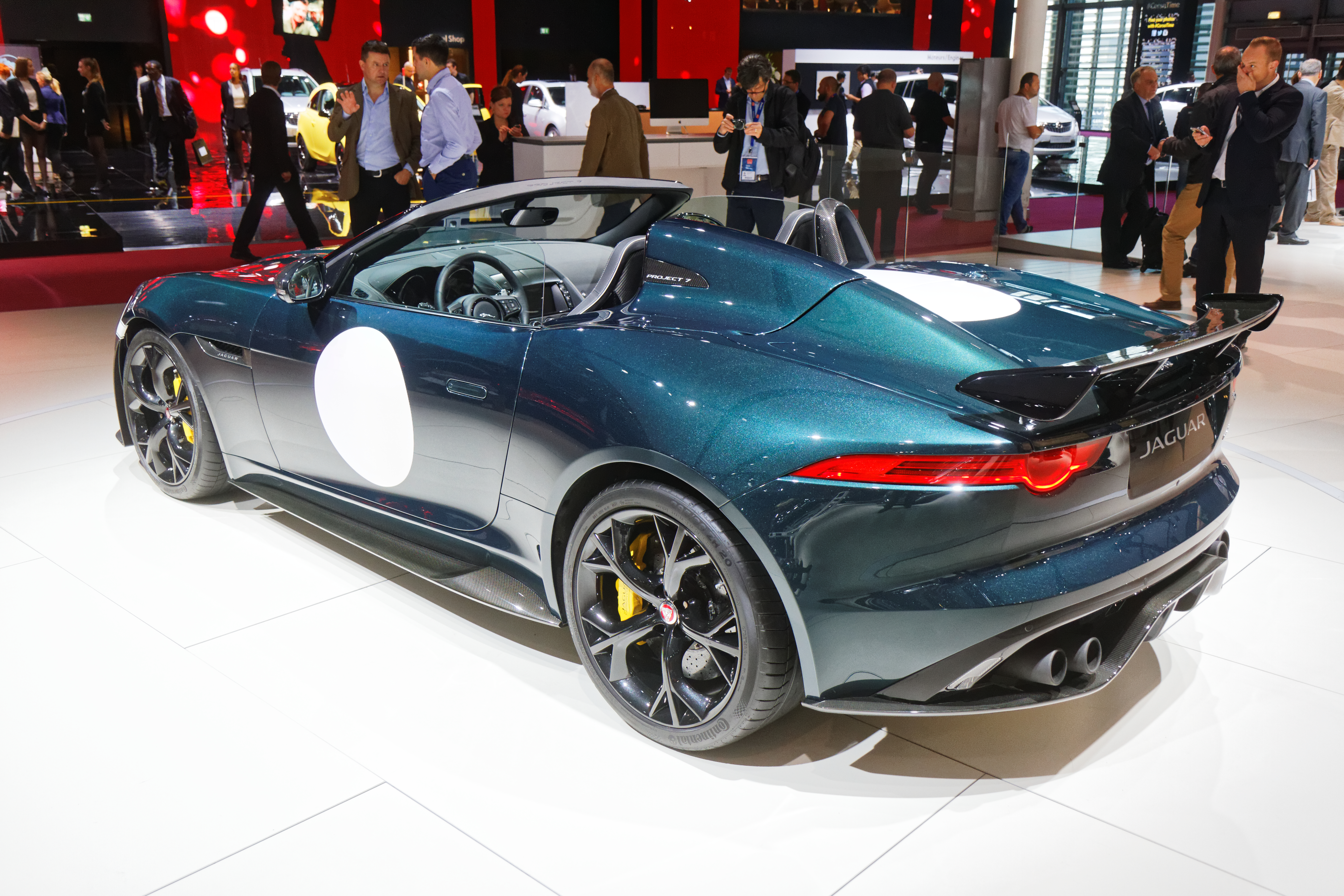
Vista trasera con la aleta tras la cabeza del conductor.

Es una edición única de 250 unidades, que serían ensambladas a mano por el equipo de especialistas de Special Vehicle Operations de Jaguar Land Rover. Se trata del modelo de serie más rápido y potente de Jaguar hasta la entonces, además de la versión más dinámica del F-Type.
La línea exterior respeta la estética del F-Type, aunque son varios los guiños al D-Type que contiene el Project 7. Quizá el más destacable sea la aleta situada tras la cabeza del conductor, en homenaje al tricampeón de las 24 Horas de Le Mans en los años 1955, 1956 y 1957.
En el apartado aerodinámico, cuenta con un difusor frontal con sección inferior de plástico moldeado y una sección superior en fibra de carbono. También son de este material los faldones laterales, el difusor trasero y el alerón trasero móvil. Con estos elementos, mejora el agarre en un 177% frente al F-Type descapotable.
Su motor V8 sobrealimentado de 5 litros se ha potenciado a 575 CV (567 HP; 423 kW), 25 CV (18 kW) más que lo que desarrollaba en el F-Type Coupé, con una entrega de 680 N·m (502 lb·pie) de par máximo y su carrocería de aluminio pesa 1585 kg (3494 lb), 80 kg (176 lb) menos que el F-Type V8 S descapotable. El sistema de escape con cuatro terminales cuenta con válvulas en la parte posterior, con las que se reduce la contrapresión y se modula la calidad del sonido.
Con todas estas mejoras, es capaz de acelerar de 0 a 100 km/h (62 mph) en 3,9 segundos para alcanzar 300 km/h (186 mph) limitados por electrónica. En las ruedas de dimensiones 255/35/20 y 295/30/20, los frenos carbono-cerámicos CCM que ya montaba como opción el F-Type R Coupé, son de serie en esta versión. Cuenta con discos de 398 y 380 mm (15,7 y 15,0 pulgadas) y pinzas monobloque de seis y cuatro pistones para detenerlo.

## Especificaciones
| Variantes                         | Coupé 2.0 I4 | Descapotable 6 velocidades | Descapotable Aut. | S descapotable 6 velocidades | S descapotable aut. | S AWD descapotable aut. | R descapotable aut. | R AWD descapotable aut. | SVR Coupé aut. |
| --------------------------------- | --- | --- | --- | --- | --- | --- | --- | --- | --- |
| Motor                             | 4 en línea turbo | V6 sobrealimentado | V6 sobrealimentado | V6 sobrealimentado | V6 sobrealimentado | V6 sobrealimentado | V8 sobrealimentado | V8 sobrealimentado | V8 sobrealimentado |
| Cilindrada                        | 1997 cm³ (2 L; 121,9 plg³) | 2995 cm³ (3 L; 182,8 plg³) | 2995 cm³ (3 L; 182,8 plg³) | 2995 cm³ (3 L; 182,8 plg³) | 2995 cm³ (3 L; 182,8 plg³) | 2995 cm³ (3 L; 182,8 plg³) | 5000 cm³ (5 L; 305,1 plg³) | 5000 cm³ (5 L; 305,1 plg³) | 5000 cm³ (5 L; 305,1 plg³) |
| Diámetro x carrera                | 83 x 92,3 mm (3,27 x 3,63 plg) | 84,5 x 89 mm (3,33 x 3,50 plg) | 84,5 x 89 mm (3,33 x 3,50 plg) | 84,5 x 89 mm (3,33 x 3,50 plg) | 84,5 x 89 mm (3,33 x 3,50 plg) | 84,5 x 89 mm (3,33 x 3,50 plg) | 92,5 x 93 mm (3,64 x 3,66 plg) | 92,5 x 93 mm (3,64 x 3,66 plg) | 92,5 x 93 mm (3,64 x 3,66 plg) |
| Relación de compresión            | 9.5:1 | 10.5:1 | 10.5:1 | 10.5:1 | 10.5:1 | 10.5:1 | 9.5:1 | 9.5:1 | 9.5:1 |
| Potencia máxima                   | 300 CV (296 HP; 221 kW) @ 5500 rpm | 340 CV (335 HP; 250 kW) @ 6500 rpm | 340 CV (335 HP; 250 kW) @ 6500 rpm | 380 CV (375 HP; 279 kW) @ 6500 rpm                                                                                                | 380 CV (375 HP; 279 kW) @ 6500 rpm | 380 CV (375 HP; 279 kW) @ 6500 rpm | 550 CV (542 HP; 405 kW) @ 6500 rpm | 550 CV (542 HP; 405 kW) @ 6500 rpm | 575 CV (567 HP; 423 kW) @ 6500 rpm |
| Par máximo                        | 400 N·m (295 lb·pie) @ 1500-4500 rpm | 450 N·m (332 lb·pie) @ 3500-5000 rpm | 450 N·m (332 lb·pie) @ 3500-5000 rpm | 460 N·m (339 lb·pie) @ 3500-5000 rpm                                                                                              | 460 N·m (339 lb·pie) @ 3500-5000 rpm | 460 N·m (339 lb·pie) @ 3500-5000 rpm | 680 N·m (502 lb·pie) @ 2500-5000 rpm | 680 N·m (502 lb·pie) @ 2500-5000 rpm | 700 N·m (516 lb·pie) @ 3500-5000 rpm |
| Aceleración 0-100 km/h (0-62 mph) | 5.7 segundos | 5.7 segundos | 5.3 segundos | 5.5 segundos | 4.9 segundos | 5.1 segundos | 4.2 segundos | 4.1 segundos | 3.7 segundos |
| Velocidad máxima                  | 250 km/h (155 mph) | 260 km/h (162 mph) | 260 km/h (162 mph) | 275 km/h (171 mph) | 275 km/h (171 mph) | 275 km/h (171 mph) | 300 km/h (186 mph) | 300 km/h (186 mph) | 322 km/h (200 mph) |
| Consumo                           | Urbano: 8,8 L/100 km (11,4 km/L; 26,7 mpgAm) Extraurbano: 6,2 L/100 km (16,1 km/L; 37,9 mpgAm) Combinado: 7,2 L/100 km (13,9 km/L; 32,7 mpgAm) | Urbano: 13,5 L/100 km (7,4 km/L; 17,4 mpgAm) Extraurbano: 7,6 L/100 km (13,2 km/L; 31,0 mpgAm) Combinado: 9,8 L/100 km (10,2 km/L; 24,0 mpgAm) | Urbano: 11,7 L/100 km (8,5 km/L; 20,1 mpgAm) Extraurbano: 6,5 L/100 km (15,4 km/L; 36,2 mpgAm) Combinado: 8,4 L/100 km (11,9 km/L; 28,0 mpgAm) | Urbano: 13,5 L/100 km (7,4 km/L; 17,4 mpgAm) 7,6 L/100 km (13,2 km/L; 31,0 mpgAm) Combinado: 9,8 L/100 km (10,2 km/L; 24,0 mpgAm) | Urbano: 12 L/100 km (8,3 km/L; 19,6 mpgAm) Extraurbano: 6,6 L/100 km (15,2 km/L; 35,6 mpgAm) Combinado: 8,8 L/100 km (11,4 km/L; 26,7 mpgAm) | Urbano: 12,4 L/100 km (8,1 km/L; 19,0 mpgAm) Extraurbano: 6,9 L/100 km (14,5 km/L; 34,1 mpgAm) Combinado: 8,9 L/100 km (11,2 km/L; 26,4 mpgAm) | Urbano: 15,3 L/100 km (6,5 km/L; 15,4 mpgAm) Extraurbano: 8 L/100 km (12,5 km/L; 29,4 mpgAm) Combinado: 10,7 L/100 km (9,3 km/L; 22,0 mpgAm) | Urbano: 16,2 L/100 km (6,2 km/L; 14,5 mpgAm) Extraurbano: 8,5 L/100 km (11,8 km/L; 27,7 mpgAm) Combinado: 11,3 L/100 km (8,8 km/L; 20,8 mpgAm) | Urbano: 16,2 L/100 km (6,2 km/L; 14,5 mpgAm) Extraurbano: 8,5 L/100 km (11,8 km/L; 27,7 mpgAm) Combinado: 11,3 L/100 km (8,8 km/L; 20,8 mpgAm) |
| Peso                              | 1525 kg (3362 lb) | 1587 kg (3499 lb) | 1597 kg (3521 lb) | 1604 kg (3536 lb) | 1614 kg (3558 lb) | 1694 kg (3735 lb) | 1665 kg (3671 lb) | 1745 kg (3847 lb) | 1705 kg (3759 lb) |

| Tipo       | 1.ª   | 2.ª   | 3.ª   | 4.ª   | 5.ª   | 6.ª   | 7.ª   | 8.ª   | Reversa | Final |
| ---------- | ----- | ----- | ----- | ----- | ----- | ----- | ----- | ----- | ------- | ----- |
| Manual     | 4.11  | 2.315 | 1.542 | 1.179 | 1     | 0.846 | n/a   | n/a   | 3.727   | 3.31  |
| Automática | 4.714 | 3.143 | 2.106 | 1.667 | 1.285 | 1     | 0.839 | 0.667 | 3.317   | 2.56  |